# Balboa (Cauca)
Balboa es un municipio colombiano ubicado en el departamento del Cauca, bautizado en honor a Vasco Núñez de Balboa. Denominado el Balcón del Patía porque está ubicado sobre la cordillera occidental de los Andes colombianos, desde donde se puede apreciar la extensión del Valle del Patía.

## Reseña histórica
La colonización del territorio que hoy día se denomina municipio de Balboa, inició en el año de 1912 por Sixto Girón, Rubén Sánchez y Manuel Joaquín. Inicialmente Balboa perteneció al municipio de Patía: siendo un corregimiento del Distrito de Patía, Provincia de Patía. Los terrenos que hoy pertenecen al Municipio de Balboa, fueron en parte donados por medio de la Escritura Pública No. 24 del 17 de marzo de 1965 y se denominaban Luna y Las Palmas. En el año de 1967 fue reconocido como Municipio por la Ordenanza n.º 001 del 20 de octubre de ese año emanada de la Asamblea Departamental del Cauca.

## División Político-Administrativa
Además de su Cabecera municipal. Balboa tiene bajo su jurisdicción los siguientes Centros poblados:
- El Vijal
- La Bermeja
- La Lomita
- La Planada
- Olaya
- Paraíso
- Pureto
- San Alfonso

## Ubicación
El Municipio de Balboa es uno de los 42 municipios en que se divide el Departamento del Cauca. Hace parte de la subregión Sur, conformada por los municipios de Patía, Bolívar, Sucre, Argelia, Almaguer, Mercaderes, Florencia, San Sebastián y Balboa.  Dista de su capital, Popayán, a 151 km.
El municipio de Balboa se ubica en el flanco este de la cordillera occidental abarcando los pisos térmicos de muy frío: entre los 3000 a 3500 m s. n. m., frío: entre los 2000 a 3000 m de altitud, medio: Entre los 1300 a 2000 m de altitud y cálido: con altitudes que oscilan entre los 550 a 1300 m, todos ellos en un área de 402,83 km² de los cuales el 48,36% del área (194.80 km²) se encuentra en pastos sin ningún manejo y rastrojo, un 32.31% (130,15 km²) se encuentra dedicado a labores agropecuarias y un 5,35% (21,55 km²) se encuentra en bosques.
Balboa tiene una altitud promedio de 1700 m s. n. m., temperatura de 19 grados Celcius, y se localiza en las coordenadas 02°02’26" de Latitud Norte, y 77°12’59” de Longitud Oeste (EOT – 2003).